# Comuna Veazove, Konotop
Veazove (în ucraineană В'язове) este o comună în raionul Konotop, regiunea Sumî, Ucraina, formată din satele Cervonîi Iar, Jîhailivka, Sovînka și Veazove (reședința).

## Demografie
Componența lingvistică a comunei Veazove
     Ucraineană (98,49%)
     Rusă (1,43%)
Conform recensământului din 2001, majoritatea populației comunei Veazove era vorbitoare de ucraineană (98,49%), existând în minoritate și vorbitori de rusă (1,43%).